# Municipalità locale di Kopanong
Kopanong è una municipalità locale (in inglese Kopanong Local Municipality) appartenente alla municipalità distrettuale di Xhariep della provincia di Free State in Sudafrica. 
In base al censimento del 2001 la sua popolazione è di 55.944 abitanti.
La sede amministrativa e legislativa è la città di Trompsburg e il suo territorio si estende su una superficie di 15.248 km² ed è suddiviso in 7 circoscrizioni elettorali (wards). Il suo codice di distretto è FS162.

## Geografia fisica

### Confini
La municipalità locale di Kopanong confina a nord con quella di Letsemeng, a nord e a est con quella di Mangaung (Motheo), a est con quelle di Naledi (Motheo) e Mohokare, a sud con quelle di Gariep (Ukhahlamba/Provincia del Capo Orientale) e Umsombomvu (Pixley ka Seme/Provincia del Capo Settentrionale) e a ovest con quelle di Thembelihle (Pixley ka Seme/Provincia del Capo Settentrionale) e Letsemeng.

### Città e comuni
- Bethulie
- Charlesville
- Edenburg
- Fauresmith
- Ha-Rasebei
- Hydro Park
- Jagersfontein
- Ipopeng
- Itumeleng
- Lephoi
- Madikgetla
- Maphodi
- Oranjekrag
- Philippolis
- Poding -Tse-Rolo
- Qhoweng
- Reddersburg
- Springfontein
- Trompsburg
- Waterkloof

### Fiumi
- Berg
- Fouriespruit
- Knapsak
- Kromellenboogspruit
- Kroonspruit
- Leeuspruit
- Orange
- Ospoortspruit
- Otterspoortspruit
- Oudagspruit
- Prosesspruit
- Slykspruit
- Vanzylspruit

### Dighe
- Bethulie Dam
- Fouriespruitdam
- Gariep Dam
- Hartebeestfontein Dam
- Kanowna Dam
- Schoonbeekfontein Dam